# David Černý
David Černý (Prága, 1967. december 15. –) szobrász, a cseh művésztársadalom nemzetközileg is elismert és hírhedt alakja, akinek meghökkentő, sokszor provokatív, de mindenképpen elgondolkodtató műveivel szerte Prágában találkozhatunk.

## Életpályája
1988 és 1994 között Prágában végezte el az Iparművészeti Akadémiát. 1994–1995-ben P.S.I. művészeti tanulmányúton vett részt, majd 1995–1996-ban a Whitney Múzeum Független Tanulmányi Programjában tanult New Yorkban.
Először 1995-ben a chicagói Modern Művészetek Múzeumában okozott feltűnést egy fekete, óriás, mászó babával. Az óriáscsecsemő később más épületeken is mászkált szerte a világon, így 1999-ben Londonban, a cseh nagykövetségen is.

## Látható kültéri művei
- Az Európai Tanács brüsszeli épületének több emelet magas előcsarnokában egy falat foglal el Entropa című vadonatúj (2009. január) alkotása, egy műanyag mozaik, amelyet a cseh kormány rendelt meg, abban a hitben, hogy a művész az összes tagállamból felkér egy-egy alkotót a mozaik egy-egy darabjának elkészítésére a cseh mottót – »Európa korlátok nélkül« – jelképezni. Černý azonban kitalált még huszonhat különböző nemzetiségű művészt, a pályaképüket, az életrajzukat, akiknek a nevében a művet egyedül készítette el. A műalkotás az összes tagállamot külön-külön kigúnyolja. →
- Babák című szoborcsoportját (amelynek előképe az 1995-ös chicagói munka) 2000-ben készítette, amikor Prága volt Európa kulturális fővárosa, és ideiglenesen engedélyezték, hogy Žižkovban a tévétornyot tíz üvegszálas, óriás baba lepje el. Ez annyira tetszett a helyieknek, hogy a babák a cím átadása után is maradhattak. Mivel csak messziről és távcsővel láthatók jól, a Kampa parkban a Kampa Múzeum három, egyenként 800 kilós fekete, bronz testvérkéjük is négykézlábazik.

## Egyéni kiállításai
2002 – Chromosome galéria, Berlin (Mara De Lucával), Németország
2002 – Galerie v kapli, Bruntál, Csehország
2001 – Babies – Installáció a Prágai TV tornyon, Csehország
2000 – NYU Prága, Csehország
1999 – Cseh Nagykövetség, London, Nagy-Britannia
1993 – Mű, Spalova Galéria, State Gallery, Prága, Csehország
1992 – Termékenység, Marketa Baòkovával, Rubin Klub, Előadóművészetek Központja, Prága, Csehország
1991- Szellő, Andy Warhol Modern Művészeti Múzeum, Medzilaborce, Szlovákia
1991 – Kicsiség, State Gallery, Znojmo, Szlovákia
1990- Kiállítás a legkisebb ösztönökért, Tomáš Pospiszyllel, Delta Klub, Prága, Csehország

## Részvélete csoportos kiállításokon (válogatás)
2001 – Chromosome galéria, Berlin, Németország
2000 – Cseh történelem, Autostadt Volksburg
2000 – Cseh madarak, Drezdai Műcsarnok, Németország
2000 – Chalupecký-díj, Nemzeti Galéria, Prága, Csehország
1999 – 99 CZ, Prága, Csehország
1999 – A fal után, Moderna Museet, Stockholm, Svédország
1998 – Általános Szobrászati Műterem, Prága, Csehország
1998 – A lehetőségeken túl, városi galéria, Brno, Csehország
1997 – Jiri Svestka galéria, Prága, Csehország
1997 – SCCA Kiev, Ukrajna
1997 – Joslyn Memorial Art Museum, Omaha, Nebraska, USA
1997 – Veletřní palác, Művészet a közösségi térben, Prága, Csehország
1997 – Cseh Kulturális központ, Berlin, Németország
1996 – Whitney Museum Független Tanulmányi Program, New York, USA
1996 – Kortárs Művészeti Intézet, Philadelphia, USA
1996 – Technische samlungen Dresden, Drezda, Németország
1996 – Object: Video, Landesgalerie Linz, Austria
1996 – Allen Memorial Arts Museum, Oberlin, USA
1995 – Orbis Fictus, Új média a kortárs művészetben, Nemzeti Galéria, Prága, Csehország
1995 – Artcircolo 95, Melníki kastély, Csehország
1995 – P.S.1 94-95 Studio artists, The clocktower, New York, USA
1995 – A hiten túl, Kortárs Művészeti Múzeum, Chicago, USA
1994 – 600 SIAF, Szöuli Nemzetközi Művészeti Fesztivál, Szöul, Dél-Korea
1994 – 22. Sao Paolói Biennálé, Sao Paolo, Brazília
1994 – Ideiglenes helyek, Hét installáció Prágából, The World Financial Center, New York, USA
1994 – Erre emlékezned kell, Ronald Feldman Fine Arts, New York, USA
1994 – Prágai fiatal művészek, Duesseldorf – Művészeti Múzeum, Németország
1993 – Európa falak nélkül, City Galleries, Manchester, Anglia
1992 – Edge 92, Madrid – London, Nemzetközi képzőművészeti és performance fesztivál
1991 – Fény fesztivál, Az avantgárd művészet fesztiválja a korábbi Sztálin szobornál, Prága, Csehország
1991 – Sarkfabrik, Fiatal művészek nemzetközi kiállítása, Bécs, Ausztria
1990 – A cseh alternatív, ULUV galéria, Prága, Csehország
1990 – Óvárosi udvarok, Szabadtéri kortárs művészeti kiállítás, Prága, Csehország
1989 – Mosoly, fintor, grimasz, Kultúrpalota, Prága, Csehország
1989 – November 89, Manes galéria, Prága, Csehország
1989 – A visszataszítók, Underground kortárs művészeti kiállítás, Prága, Csehország

### Performance-ok és akcióművészet
1991- A rózsaszín tank, A szovjet háborús emlékmű rózsaszínre festése, Prága, Csehország
1989 – Véghez nem vitt titkos cselekedet, Prága, Csehország
1988- A póz, Modern művészeti múzeum, Párizs, Franciaország
1988 – Visszataszító, Prága, Csehország
1987- Híd, Prága, Csehország
1986- Hangok, Ostrava, Csehország

### Filmek
1987- A félelemre nevelő, rendező P. Marek, – animáció
1997- Gombdili, rendező Petr Zelenka – színész és díszletterv
1998- Prágai történetek, rendező A. Benki – színész és díszletterv

### Színház – díszlettervezés
1987-90 – díszlettervezés a Prágai Rubin színháznak
1999 – rendező David Czesaný, Dráma Stúdió, Ústí nad. Labem, Csehország
2001 – George Tabori – Bécsi szelet, rendező Jiøí Pokorný, Divadlo Na zábradlí, Prága, Csehország

## Művei gyűjteményekben
- Modern Művészeti Múzeum, San Diego
- Német Nagykövetség, Prága
- Cseh Nagykövetség, Washington
- Museum Check point Charlie, Berlin

## Képgaléria

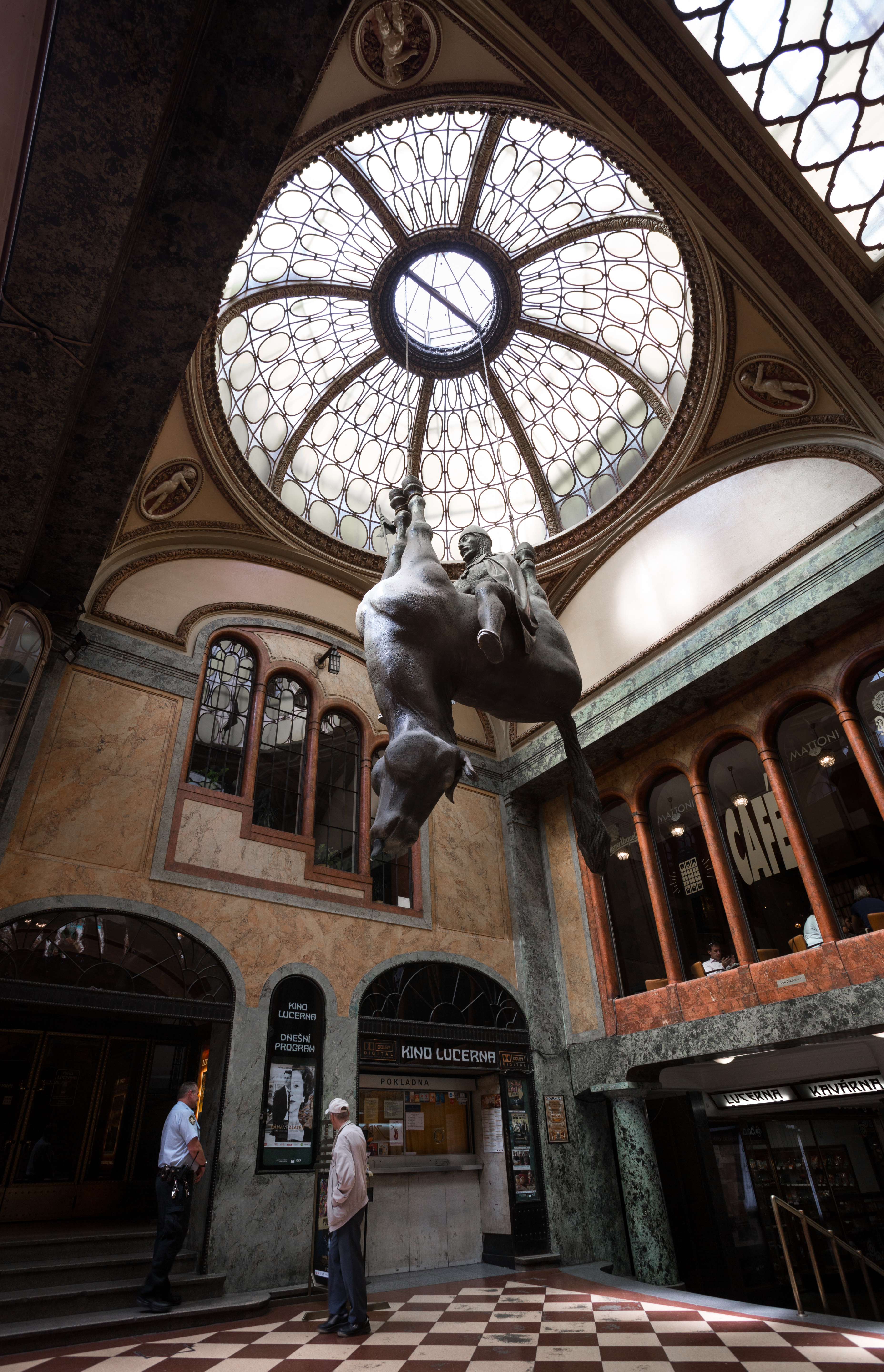
I Vencel cseh fejedelem halott lovon lovagol - Lucerna tárjáró, Vencel tér, Prága.
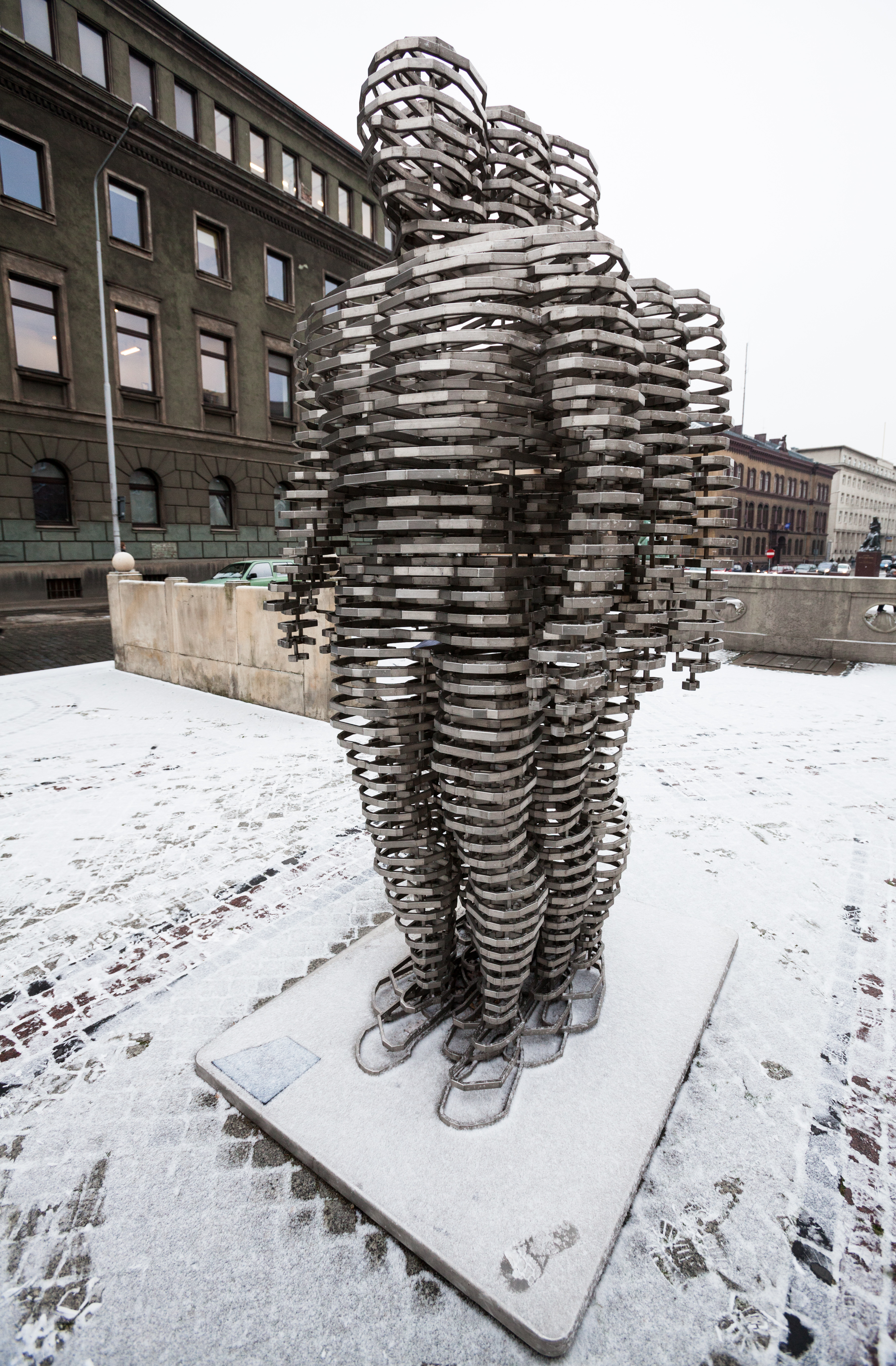
Gólem (Poznan)
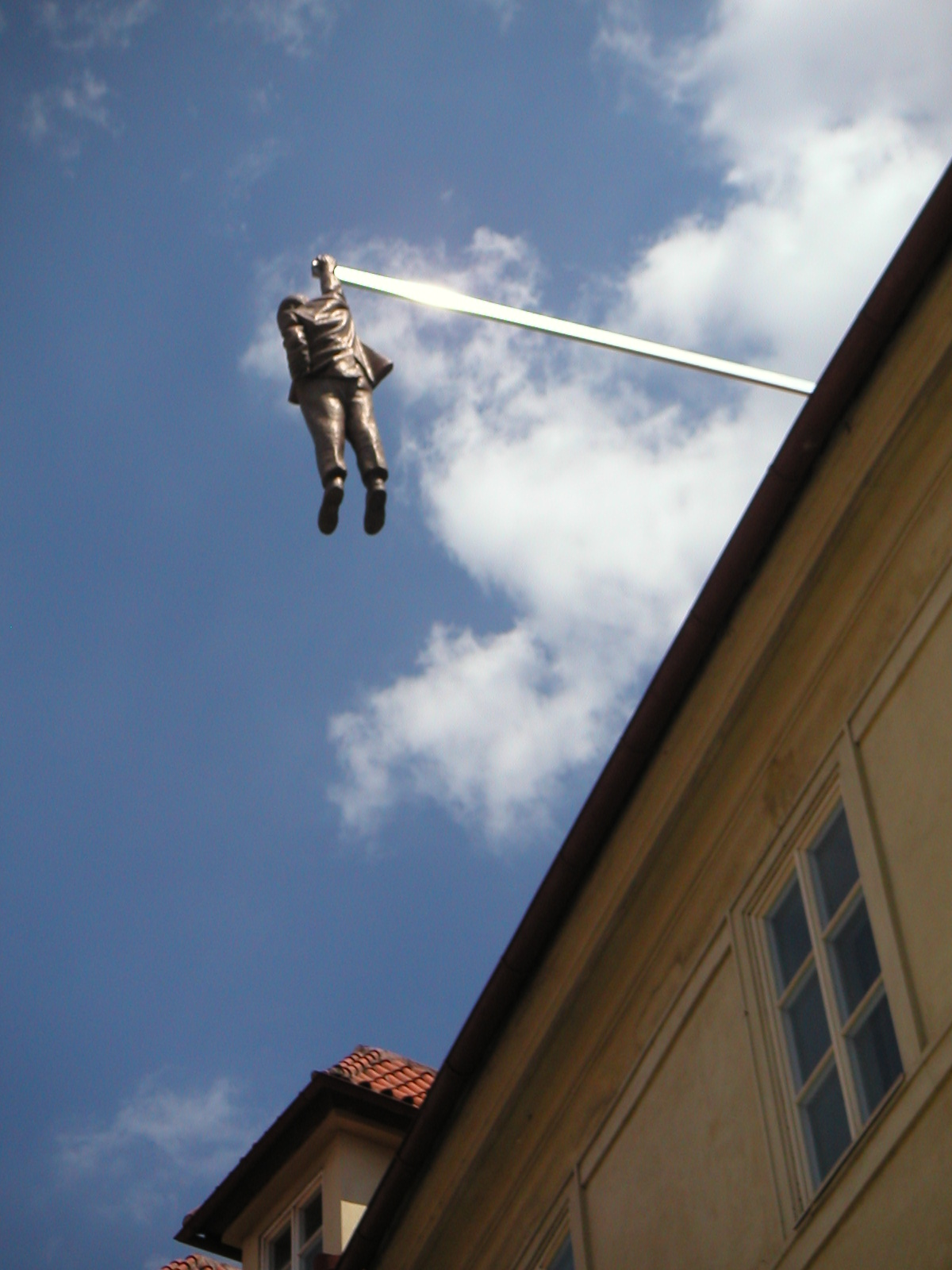
Statue of Sigmund Freud hanging by one hand.
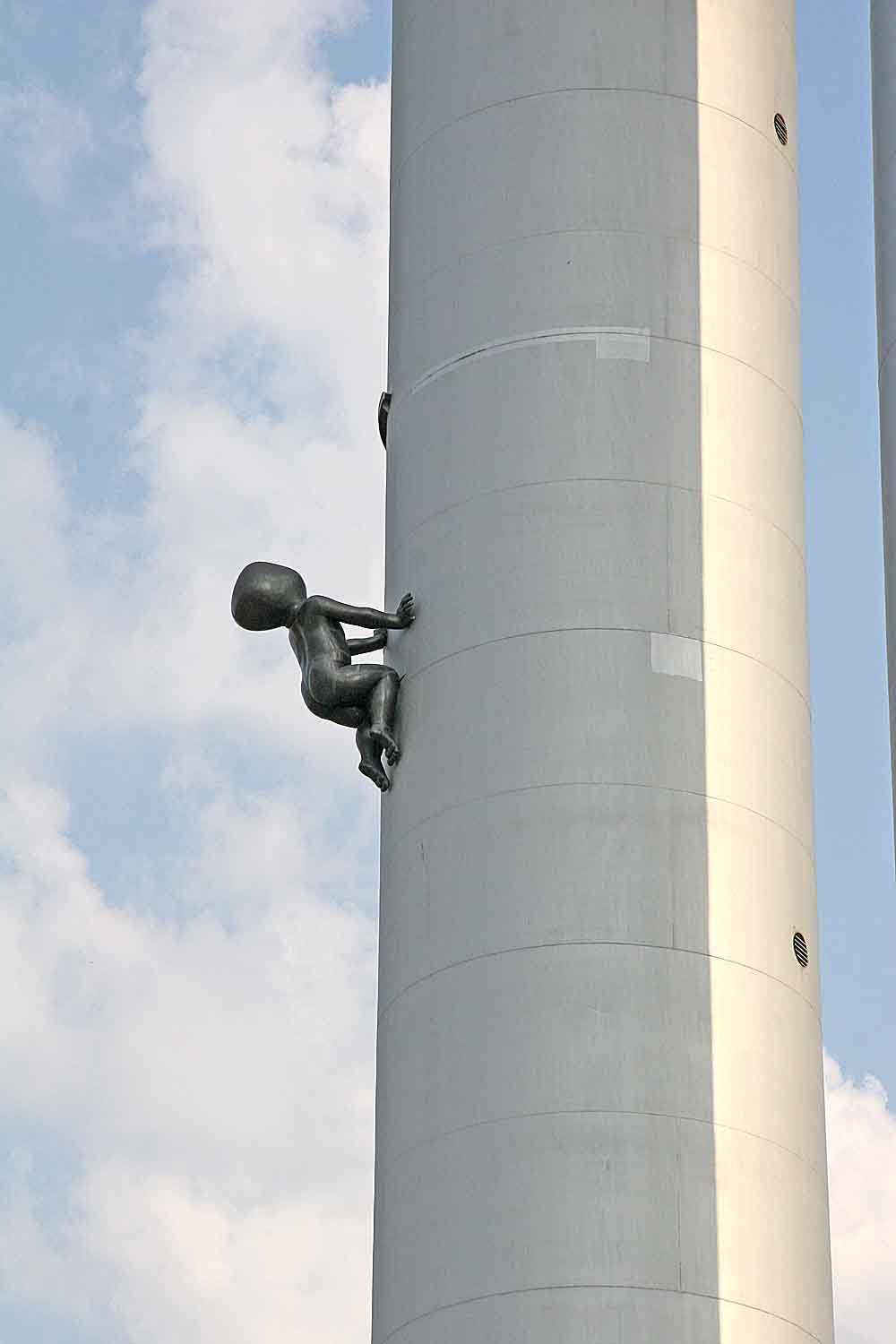
A tower baby
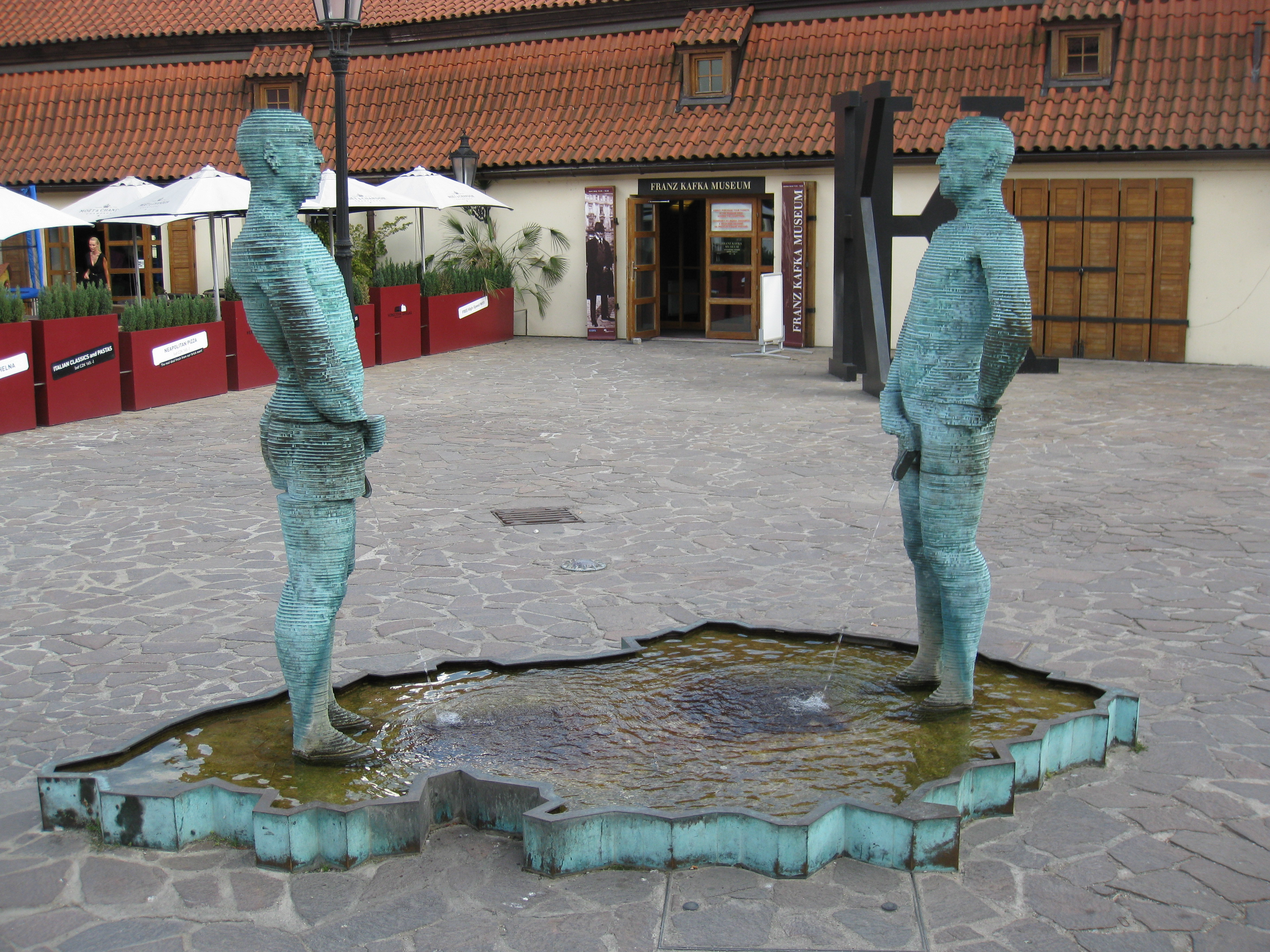
Pisilők (2004, Prága)
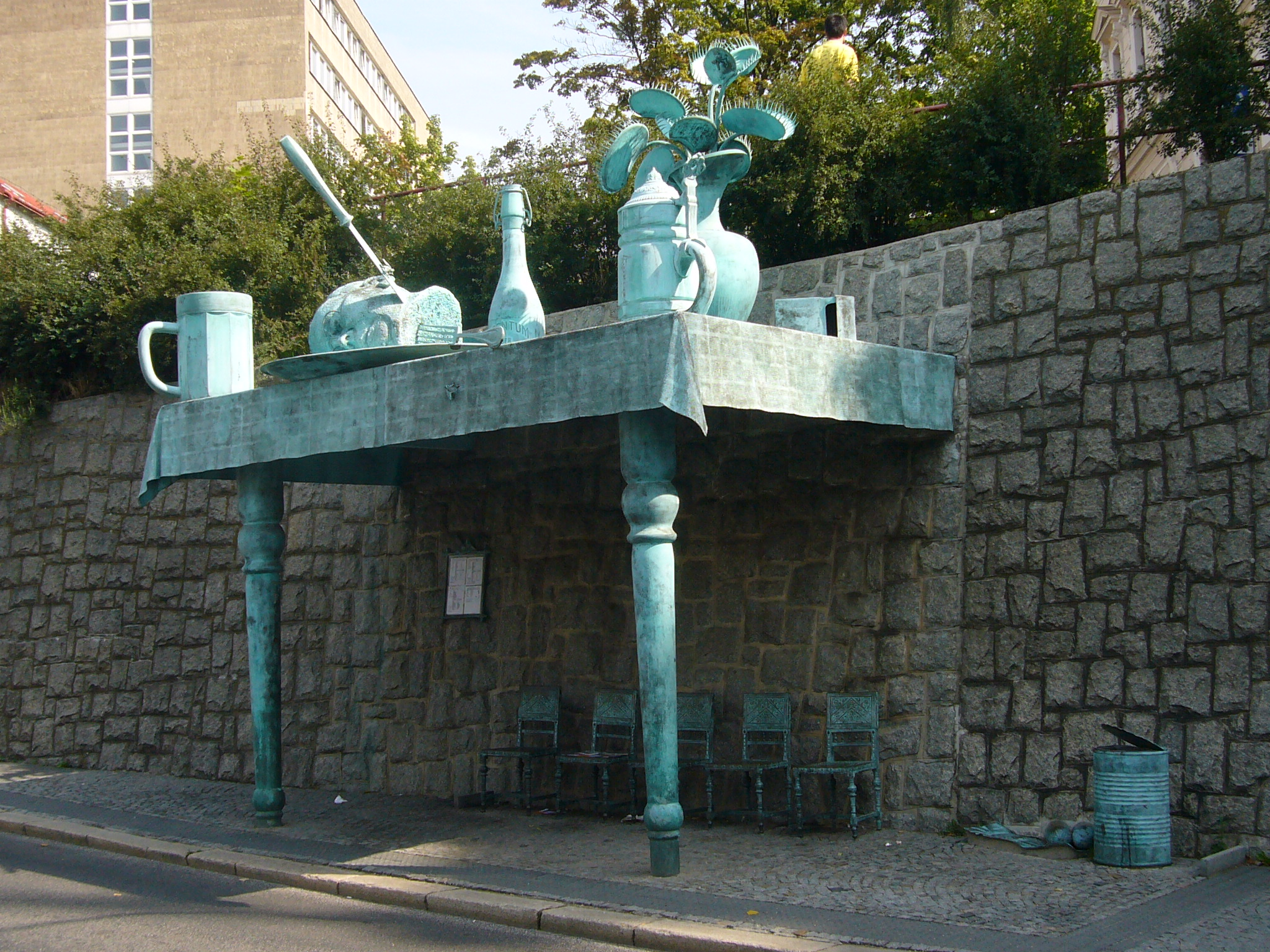
Feast of Giants, a bus stop in Liberec
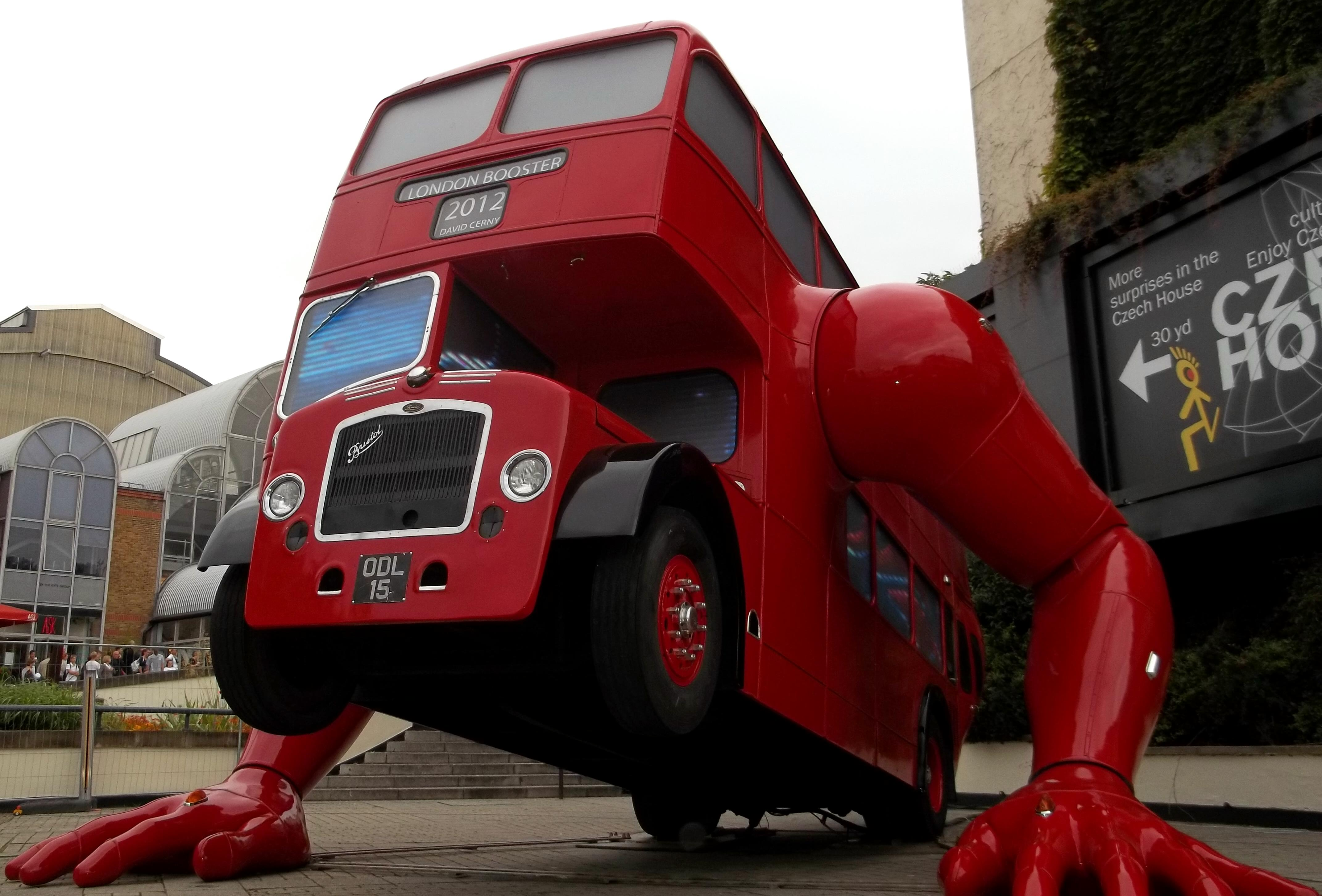
London Booster in front of Czech House in London
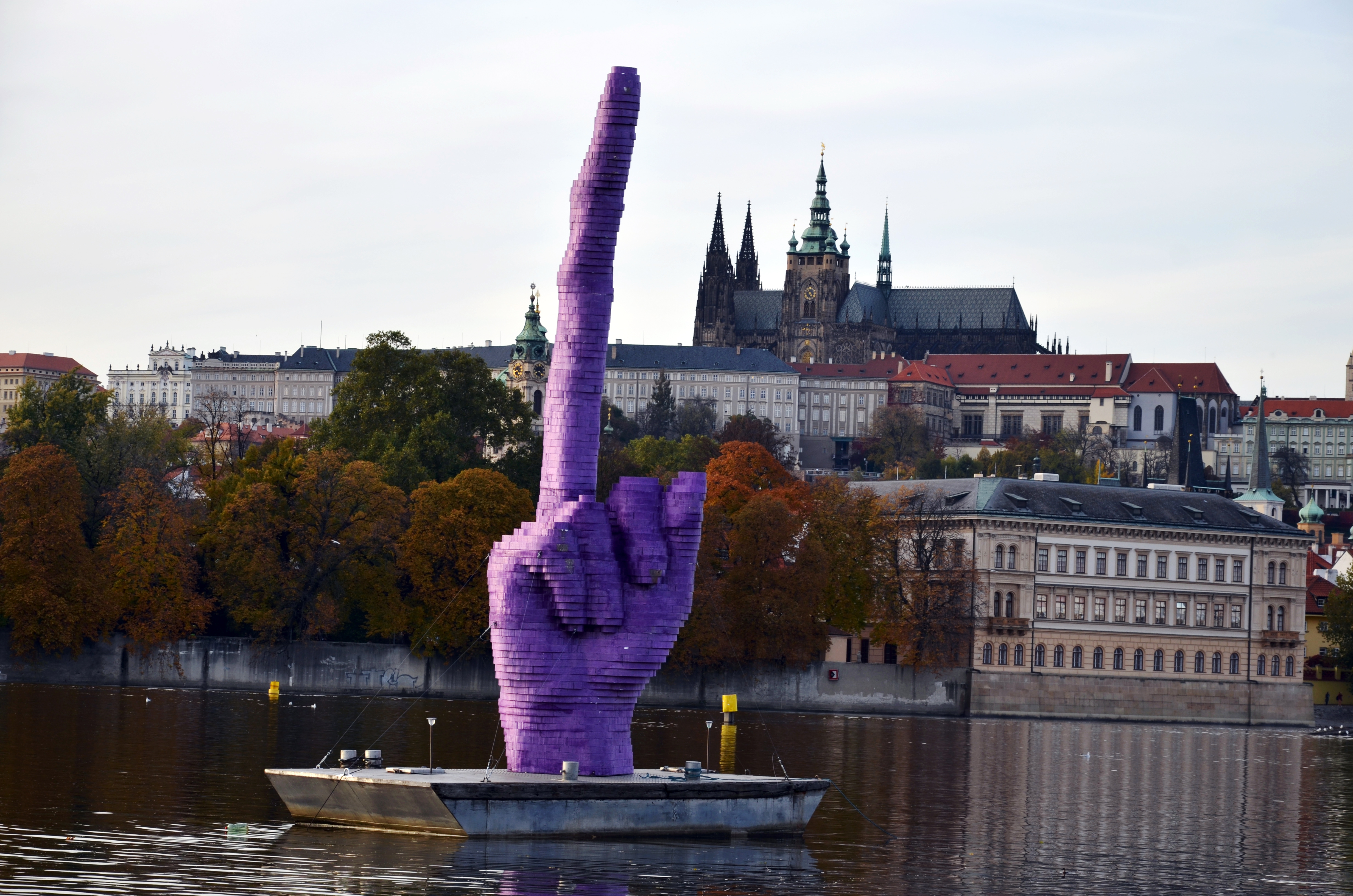
Gesture, Prague

## Díjai, elismerései
2000 – Jindřich Chalupecký-díj, Csehország